# マリア・アンナ・フォン・バイエルン (1574-1616)
マリア・アンナ・フォン・バイエルン（Maria Anna von Bayern, 1574年12月8日 - 1616年3月8日）は、神聖ローマ皇帝フェルディナント2世の最初の妃。フェルディナントの帝位継承以前に亡くなったため、皇后とならなかった。

## 生涯
バイエルン公ヴィルヘルム5世とレナータ・フォン・ロートリンゲンの娘としてミュンヘンで生まれた。1600年4月、グラーツのグラツェル大聖堂でフェルディナントと結婚。7子をもうけた。
- クリスティーネ（1601年、夭折）
- カール（1603年、夭折）
- ヨハン（1605年 - 1619年）
- フェルディナント（1608年-1657年） - 神聖ローマ皇帝
- マリア・アンナ（1610年 - 1665年）
- ツェツィーリア・レナータ（1611年 - 1644年）
- レオポルト（1614年 - 1662年） - スペイン領ネーデルラント総督